# SWAT

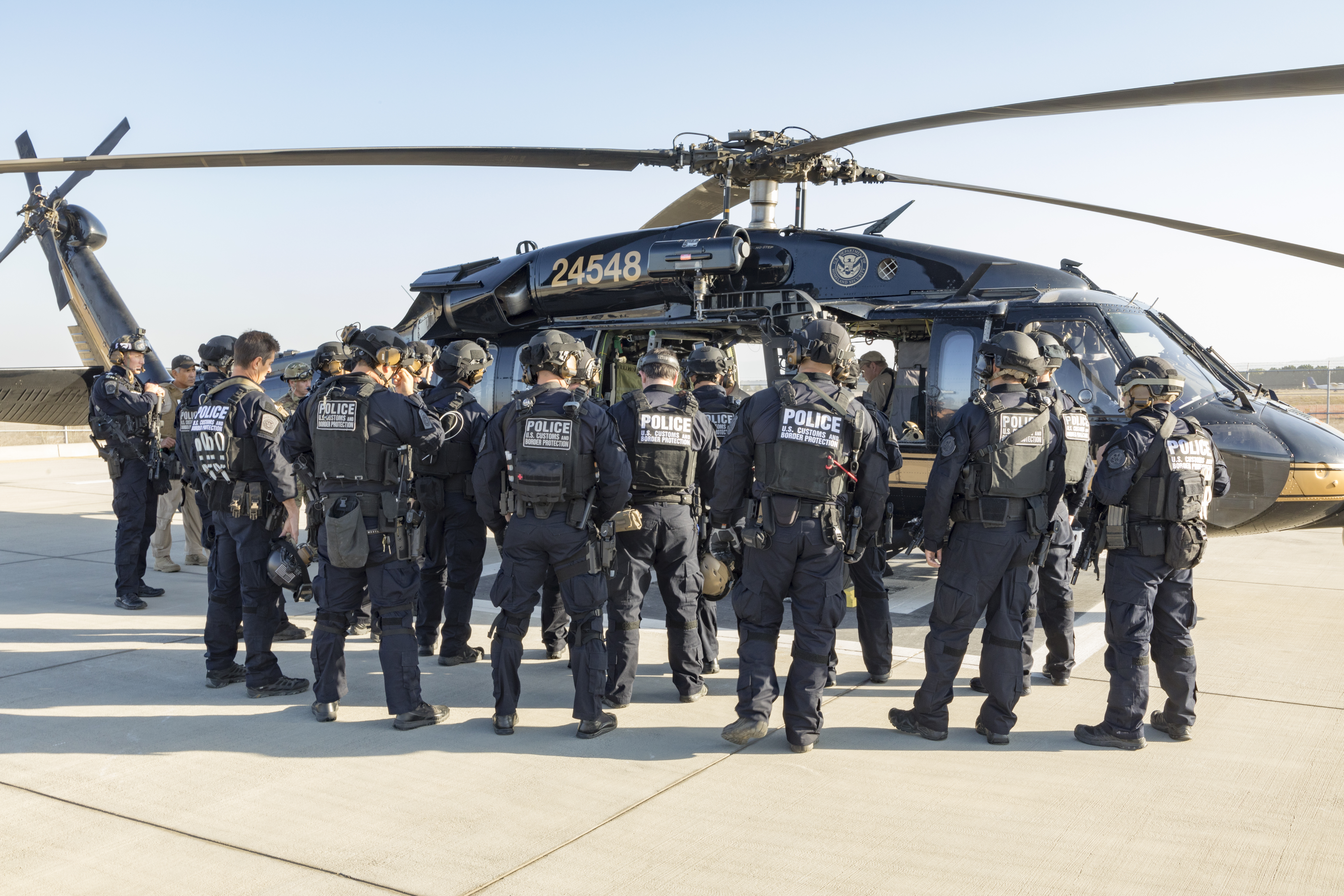
Agentes del SWAT de Aduanas y Protección Fronteriza de Estados Unidos se preparan para un ejercicio de entrenamiento.

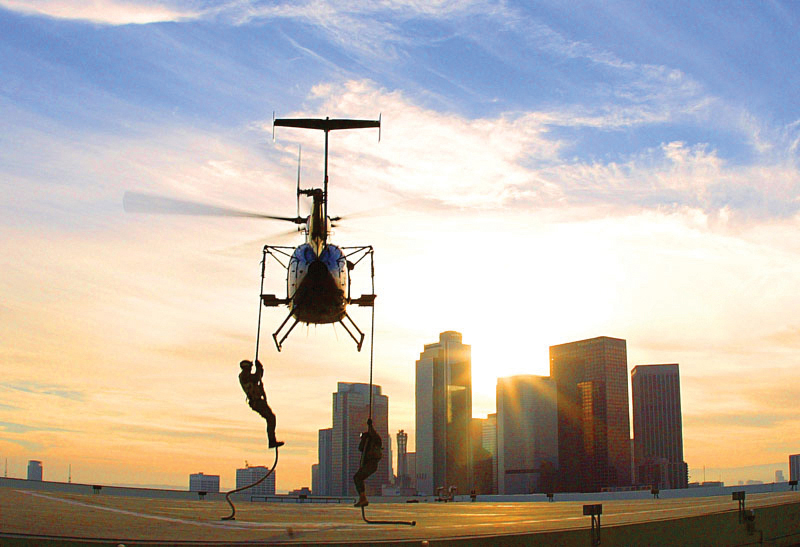
Agentes del SWAT de la Oficina Federal de Investigación realizando un descenso rápido con cuerda desde un helicóptero durante un entrenamiento cerca del centro de Los Ángeles.

Un equipo SWAT (del inglés: Special Weapons And Tactics, Armas y Tácticas Especiales) es un término genérico que se utiliza para designar a las unidades tácticas policiales en Estados Unidos, cuyos miembros están entrenados y equipados para situaciones policiales especiales, aunque el término también ha sido utilizado por otros países. 
Las unidades SWAT suelen estar entrenadas, equipadas y desplegadas para resolver situaciones de alto riesgo, que a menudo las unidades policiales regulares no están capacitadas ni equipadas para gestionar; como tiroteos, enfrentamientos, redadas, toma de rehenes y terrorismo. Las unidades SWAT están equipadas con armas y equipo especializado que no se suele entregar a las unidades policiales regulares, como armas automáticas, fusiles de francotirador de alto calibre, granadas aturdidoras, chalecos antibalas, escudos balísticos, gafas de visión nocturna y vehículos blindados, entre otros. Las unidades SWAT suelen recibir entrenamiento en tácticas especiales como combate cuerpo a cuerpo, entradas forzadas, negociación ante situaciones de crisis y desescalada.
Las primeras unidades SWAT se formaron en 1960 para gestionar situaciones de disturbios y enfrentamientos violentos con criminales. Su número y uso aumentaron en los años 80 durante la Guerra contra las Drogas, y en 1990 después del tiroteo de North Hollywood y la masacre de la escuela secundaria de Columbine, con nuevos incrementos en el año 2000, con fines antiterroristas tras los atentados del 11 de septiembre. Durante 2005, en Estados Unidos, los equipos SWAT se desplegaron 50.000 veces al año, casi el 80 % de las veces para ejecutar órdenes de registro, la mayoría de las veces por narcóticos. En 2015 el número de despliegues anuales de los equipos SWAT había aumentado a casi 80.000 veces al año. A pesar de su elevada participación en escenarios de alto riesgo, diversas investigaciones sobre su uso de la fuerza han arrojado resultados dispares. Un estudio realizado por los profesores Jimmy J. Williams y David Westall sugiere que no había una diferencia significativa en la frecuencia de uso de la fuerza entre los agentes del SWAT y agentes no pertenecientes al SWAT al responder a situaciones similares.

## Definición
La Asociación Nacional de Agentes Tácticos de Estados Unidos define SWAT de la siguiente manera:
SWAT: Un equipo policial designado cuyos miembros son reclutados, seleccionados, entrenados, equipados y asignados para resolver incidentes críticos que suponen una amenaza para la seguridad pública y que, de otro modo, exceden las capacidades de los primeros intervinientes de las fuerzas del orden tradicionales y/o unidades de investigación.

## Historia

### Disturbios y conflictos políticos de 1960

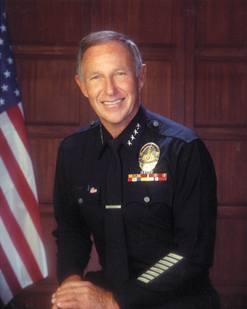
Retrato oficial de Daryl Gates, creador de los equipos SWAT del Departamento de Policía de Los Ángeles.

Según el Diccionario Histórico de Aplicación de la Ley, el término "SWAT" se utilizó como acrónimo de Special Weapons and Tactics (Armas y Tácticas Especiales) para una unidad especializada de 100 hombres creada en 1964 por el Departamento de Policía de Filadelfia en respuesta a un aumento alarmante de los robos a bancos. El objetivo de esta unidad era reaccionar con rapidez y decisión ante robos a bancos en curso, empleando un gran número de agentes especialmente entrenados y con gran potencia de fuego. La táctica resulto ser efectiva y se utilizó para resolver otros tipos de incidentes con delincuentes fuertemente armados.El SWAT del Departamento de Policía de Los Ángeles se creó en 1967.El inspector del Departamento de Policía de Los Ángeles, Daryl Gates, imaginó que el acrónimo "SWAT" sería Special Weapons Attack Team (Equipo de Ataque con Armas Especiales), pero esto no fue aceptado por el subcomisario Edward M. Davis, que en su lugar aprobó el nombre Armas y Tácticas Especiales.
El Departamento de Policía de Los Ángeles promovió lo que se conoció como equipos SWAT por diversas razones. Tras los disturbios de Watts, el Departamento de Policía de Los Ángeles comenzó a considerar tácticas que podría utilizar ante disturbios urbanos o violencia generalizada. Daryl Gates, que en ese momento estaba al mando del Departamento de Policía de Los Ángeles cuando acontecieron los disturbios, escribiría más tarde que la policía no se enfrentó a una sola turba, sino más bien a "personas atacando desde todas las direcciones".El profesor Christian Parenti, de la Universidad de Nueva York, ha escrito que los equipos SWAT fueron concebidos originalmente como un "baluarte de contrainsurgencia urbana".: 112 
Otra razón para la creación de los equipos SWAT fue el temor a que hombres atrincherados y armados pudieran superar a la policía en un tiroteo, como ocurrió en Austin con Charles Whitman.
Después de que el Departamento de Policía de Los Ángeles creara su propio equipo SWAT, muchas fuerzas del orden en Estados Unidos crearon sus propias unidades especializadas con diversos nombres. Gates explica en su autobiografía, Chief: My Life in the LAPD, que él no desarrolló las tácticas del SWAT ni el equipo asociado y a menudo distintivo; sino que apoyó el concepto subyacente, es decir, intentó empoderar a su personal para desarrollarlo y, en general, les proporcionó apoyo moral.
Se llevaron a cabo operaciones tipo SWAT en el norte de Los Ángeles, en la comunidad agrícola de Delano (California), en la frontera entre los condados de Kern y Tulare, en el Valle de San Joaquín. En ese momento, el sindicato United Farm Workers, dirigido por César Chávez, estaba organizando numerosas protestas en Delano, en una huelga que duraría más de cinco años, desde 1965 hasta 1970.Aunque la huelga nunca se tornó violenta, el Departamento de Policía de Delano respondió formando unidades ad-hoc tipo SWAT, a fin de controlar a las multitudes y los disturbios. También asignaron a diversos francotiradores y operaciones de vigilancia.Las cadenas de televisión y los periódicos transmitieron en directo y en diferido estos acontecimientos por todo Estados Unidos. El personal del Departamento de Policía de Los Ángeles, tras ver estas transmisiones, contactó con el Departamento de Policía de Delano y le preguntó por el programa. Un agente del Departamento de Policía de Los Ángeles obtuvo permiso para ver a las unidades de armas y tácticas especiales del Departamento de Policía de Delano en acción, y posteriormente, llevó lo aprendido a Los Ángeles, donde aplicó y amplió sus conocimientos para formar la primera unidad SWAT del Departamento de Policía de Los Ángeles.
John Nelson fue el agente que concibió la idea de formar una unidad especialmente entrenada y equipada en el Departamento de Policía de Los Ángeles, con el objetivo de responder y gestionar situaciones críticas relacionadas con tiroteos, minimizando al mismo tiempo las bajas policiales. El inspector Gates aprobó la idea y formó un pequeño grupo selecto de agentes voluntarios. Esta primera unidad SWAT estaba formada inicialmente por quince equipos de cuatro hombres cada uno, lo que sumaba un total de sesenta efectivos. Estos agentes gozaban de estatus y beneficios especiales, y debían asistir a sesiones de entrenamiento especiales cada mes. La unidad también operó como unidad de seguridad para las instalaciones policiales durante disturbios civiles. Las unidades SWAT del Departamento de Policía de Los Ángeles se organizaron como "Pelotón D" en su división de élite Metropolitana.
Las primeras tácticas policiales empleadas por los equipos SWAT se vieron impulsadas por la legislación aprobada en 1967-68 con la ayuda del representante republicano, Donald Santarelli, de la Cámara de Representantes. Esta legislación se promovió en el contexto de los temores generados por el movimiento por los derechos civiles, los disturbios raciales, el Partido Pantera Negra y la emergente guerra contra las drogas.

## Creación de la unidad
La creación de los equipos SWAT en 1970 está especialmente ligada al departamento de policía de Los Ángeles y del entonces detective Daryl F. Gates, el cual llegaría a ser jefe del departamento. Hacia finales de la década de 1960, se hizo necesario responder a situaciones de alto riesgo con rapidez, contundencia y eficacia debido a previos incidentes de gran violencia con civiles armados. Ya no se trataba solamente de actuar ocasionalmente frente a delincuentes violentos y muy peligrosos como la lucha que tuvo lugar en los años treinta contra los gansters de las mafias o contra bandas y criminales aislados. Se hizo preciso poder superar los desafíos que la proliferación de armas de fuego entre civiles, así como el desarrollo del crimen organizado en las grandes ciudades, comenzaban a plantear.
Al principio el SWAT del departamento de policía de Los Ángeles se formó y entrenó bajo la supervisión de veteranos miembros de las fuerzas especiales del Cuerpo de Marines de los Estados Unidos, que agrupaban a las pequeñas pero muy altamente cualificadas unidades de operaciones especiales de los Marines, encargadas de las misiones de reconocimiento y lucha de guerrillas. De éstas obtuvieron la mayor parte de sus tácticas y armamento pesado, aunque teniendo que adaptarse a las necesidades y peculiaridades de la actuación policial para que prevaleciera el lema «Bivalente con honor».

## Otras unidades
El grupo táctico SWAT llegó a ser reconocido en el departamento de policía de Los Ángeles como la fuerza permanente para todas las situaciones extremas de especial dificultad y peligrosidad. Hasta tal punto este reconocimiento y su valoración se hicieron extensivos a todo el país, que los departamentos de policía de otras ciudades de Estados Unidos, así como otros organismos policiales, crearon en los años siguientes sus propios equipos SWAT, aunque no los llamaran de la misma forma. Tal es el caso del SOU, Stakeout Unit del departamento de policía de Nueva York y del SRT, Special Response Team del FBI. Esta última, única unidad policial a nivel nacional destinada a este tipo de intervenciones. No obstante, también las fuerzas armadas a través de la Delta Force, los Rangers y del SEAL 6 contribuyen decisivamente a la disposición de fuerzas especialmente preparadas destinadas a acciones antiterroristas en todo el territorio nacional y en el extranjero. 
Durante la década de 1980 algunos de los mejores oficiales de SWAT fueron enviados como supervisores y asesores especiales a países de Europa como Reino Unido, Alemania, Francia, España, etc, para evaluar y aconsejar a otros grupos especiales de élite de estos países, tales como el GSG9 (Alemania), el GIGN (Francia), el GEO y la UEI (España) y otras fuerzas tácticas especiales que hoy son mundialmente reconocidas.
Los SWAT, siendo equipos policiales especiales de élite que actúan en situaciones de máximo riesgo bajo una gran presión, tienen como objetivo fundamental salvar la vida de los civiles involucrados. Sus componentes, agentes que antes del ingreso en la unidad ya pertenecen al cuerpo policial del que el SWAT forma parte, deben superar unas pruebas de selección y un entrenamiento especial de gran rigor y dureza, tanto a nivel físico como mental. Una excelente preparación física y una inteligencia muy alta son imprescindibles, junto con un gran autocontrol emocional, decisión y capacidad de autosuperación.

## Funciones
Las funciones de los equipos SWAT incluyen:
- Rescate de rehenes.
- Operaciones antidisturbios.
- Creación de perímetro de seguridad contra francotiradores durante visitas.
- Proporcionar potencia de fuego superior y asalto en determinadas situaciones.
- El rescate de los funcionarios o ciudadanos en peligro por arma de fuego.
- Operaciones contra el terrorismo.
- Resolver situaciones de alto riesgo con una mínima pérdida de vidas, lesiones o daños a la propiedad.
- La estabilización de situaciones con sujetos con alto riesgo.
- La prestación de asistencia durante órdenes de detención.
- Proporcionar seguridad adicional en eventos especiales.

## SWAT en la ficción
Los SWAT han aparecido en numerosas películas, series de televisión y en los videojuegos.

### SWAT en series de televisión y películas
- El caso más destacado es el de la serie de televisión S.W.A.T. de 1975, en la que se narraban las aventuras de un equipo SWAT del Departamento de Policía de Los Ángeles. En 2003, se estrenó la película del mismo nombre protagonizada por Samuel L. Jackson, Colin Farrell, Michelle Rodriguez, LL Cool J y Olivier Martinez. En 2017, se ha estrenado una nueva serie de televisión por la cadena AXN, protagonizado por Shemar Moore y la trama (a diferencia de las versiones anteriores) trata de un equipo de la SWAT dirigido por el sargento Daniel Harrelson "Hondo" el cual tiene que acabar con la ola de crímenes que hay en la ciudad de Los Ángeles manteniendo su lealtad con sus compañeros y las calles.
- En la serie Power Rangers S.P.D., los Rangers adquieren la condición de SWAT (con un micrófono ligado al casco, una armadura y las delta descargas).
- En la película The Amazing Spider-Man, Lizard (en español, El Lagarto, el villano de la película) esparce un gas en Nueva York para convertir a todas las personas en lagartos, y los primeros a quienes esparcen ese gas para convertir en lagartos a las personas son a los agentes SWAT.
- En la saga de películas Saw, los escuadrones del SWAT aparecen para encontrar al asesino Jigsaw, pero en casi todos los casos la mayoría o todos los del equipo de SWAT mueren por alguna trampa.
- En la película Venom del 2018, luego de la escena de Eddie bajando por el ascensor, Venom se enfrenta a un escuadrón del SWAT que tratan de neutralizarle.
- En la cinta de 1994, Speed, los actores Keanu Reeves y Jeff Daniels, son oficiales del escuadrón SWAT, del departamento de policía de Los Ángeles, California. En la película, son los antagonistas del desquiciado y maquiavélico bombardero, protagonizado por Dennis Hopper.

### SWAT en los videojuegos
- La saga creada por Sierra Entertainment y el propio fundador del SWAT Daryl F. Gates. La saga está formada por los juegos Daryl F. Gates' Police Quest: SWAT (1997), Police Quest SWAT 2 (1998), SWAT 3: Close Quarters Battle (1999), y SWAT 4 (2005).
- En la serie Grand Theft Auto (hasta Grand Theft Auto IV, cuando fue reemplazado por el NOOSE), también ellos aparecen en su saga rival Saints Row.
- En Payday: The Heist y Payday 2, son el enemigo principal del juego (en Payday 2 sólo aparece en la dificultad Normal y Difícil).
- En Cyberpunk 2077 (2020), los escuadrones MAX-TAC eran originalmente llamados SWAT o C-SWAT y se da a entender que muchos de sus miembros son ex ciberpsicópatas que fueron reclutados a la fuerza tras su detención.
- En algunos juegos de la serie Need for Speed son el enemigo recurrente del corredor protagonista.
- Urban Chaos: Riot Response (2006)
- En juegos de terror como Nightmare House 2 y en Manhunt y Manhunt 2 (2003)-(2007)
- Lego Batman.
- En Mortal Kombat (2011), Kurtis Stryker usa un uniforme SWAT de sargento.
- En la saga de juegos Counter Strike, existen versiones de antiterrorristas, entre los cuales el SWAT está presente en la versión [Cs 1.6]
- En el videojuego Battlefield: Hardline, desarrollado por Visceral Games (en el cual el jugador actúa como policía), aparecen equipos SWAT tanto en modo individual como en modo multijugador.
- En ready or not el jugador actuara como un equipo de elite que tendrá que ir a difentes redadas dependiendo la historia